# California Dreaming
«California Dreaming»  es el primer sencillo oficial de Hollywood Undead del próximo quinto álbum llamado Five. La canción se filtró en su canal Vevo en YouTube el 19 de julio de 2017, y poco retirado después. Fue lanzado oficialmente el 24 de octubre de 2014. El álbum fue lanzado 27 de octubre de 2017.

## Video musical
El vídeo muestra los 5 miembros Johnny 3 Tears, J-Dog, Charlie Scene, Funny Man, y Danny tocando en un barrio abandonado, donde muestra sin máscaras.